# Batangas
Das Batangas ist ein Schwert von den Philippinen.

## Beschreibung
Das Batangas hat eine gebogene, einschneidige Klinge. Die Klinge beginnt am Heft schmal und wird zum Ort hin breiter. Die Klinge ist glatt und hat weder Hohlschliff noch Mittelgrat. Am Ort wird die Klinge breiter und ist leicht gebogen. Das Heft hat ein rundes Parier aus Metall und ist aus Holz. Es ist mit umlaufenden Schnitzereien verziert und am Knauf breit gearbeitet. Das Batangas wird von Ethnien auf den Philippinen benutzt.